# Rose Point
Der Rose Point ist eine felsige Landspitze an der Ruppert-Küste des westantarktischen Marie-Byrd-Lands. Sie liegt 1,5 km östlich des Kap Burks.
Der United States Geological Survey kartierte sie anhand eigener Vermessungen und Luftaufnahmen der United States Navy aus den Jahren von 1959 bis 1965. Das Advisory Committee on Antarctic Names benannte sie im Jahr 1974 nach Stephen Darwin (1896–1959), Erster Offizier an Bord der Bear of Oaklay und danach Kapitän der Jacob Ruppert bei den Fahrten zur Bay of Whales (1933 und 1935) im Zuge der zweiten Antarktisexpedition (1933–1935) des US-amerikanischen Polarforschers Richard Evelyn Byrd.